# 여현 (배우)
여현(음력 1979년 ~ )은 대한민국의 배우이다. 다른 이름은 Chranny YH이다.

## 정보
- 영어 이름 Chranny(크래니) YH
- 출생 음력 1979년 12월 19일
- 직업 배우 & Improv 배우
- 활동기간 2002년 ~ 현재
- 전공 연기예술학, 불어불문학

## 활동

### 방송
- 2018년 MBC 배드파파 (도박녀 역)
- 2018년 KBS W 시간이 멈추는 그 때 (프랑스측 통역사역)
- 2018년 Netflix 마음의 소리2 (조석 팬의 엄마 역)
- 2017년 애니메이션 Paper Poli 영어버전 메인 캐릭터 모든 목소리 연기
- 2009년 KBS 신세대 VJ콘테스트 우수상작 "유기견을 말하다" 내래이션

## 영화
- 2016 ‘형’ (장애인올림픽 국가대표 유도 선수역)
- 2015 ‘Release me’(독립단편 주연,연출,제작)
- 2013 ‘집으로 가는 길’(주불한국대사관 직원역 - 불어, 한국어 역할)
- 2003 'The Hole'(독립단편 주연)

## 연극
- 2017~현재 Improv(임프랍) 장르 전문배우 (facilitator)
- 2014 ‘온달은 바보래요’ 무의자 문화재 연극 (원강 공주 주연, 멀티)
- 2013 HOTS 기획공연 '산 사람들과 청혼'(어머니 역, 주연)
- 2012 ‘만선’ (지체장애 딸 역)
- KBS 근로문화예술대상 연극부문 여자최우수연기상 수상